# Bankwerker

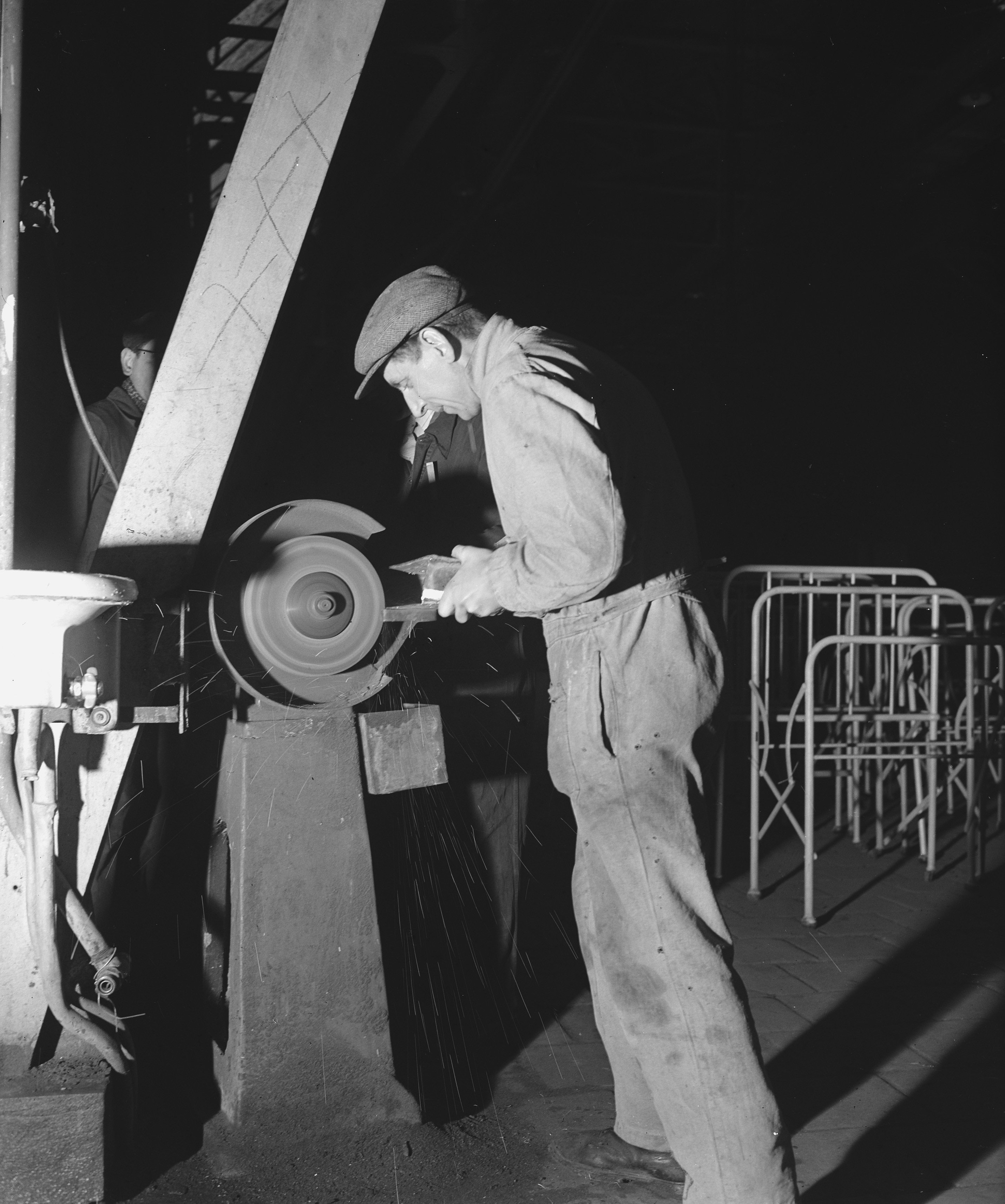
Een bankwerker bezig met slijpen in de Fokker-fabriek (1946)

Bankwerker of paswerker is een wat verouderde benaming voor een gespecialiseerd technicus.

## Geschiedenis
Van bankwerkers is zeker al sprake in de tweede helft van de 18e eeuw. Bankwerkers waren vaak afkomstig van smederijen en gieterijen. Het betrof dan personen die met handgereedschap, zoals een vijl, bepaalde smeed- of gietstukken passend en op maat konden maken. Dit gebeurde bij voorkeur aan een werkbank welke voorzien was van een bankschroef.
Aanvankelijk bestonden er nauwelijks gereedschapsmachines en alle onderdelen moesten met de hand op maat worden gemaakt. Toen, ten gevolge van de industriële revolutie, de vraag naar steeds complexere producten (textielmachines, stoommachines) toenam, werd het vakmanschap van de bankwerker veel gevraagd en daarmee schaars en duur. Er waren nog geen reguliere opleidingen tot bankwerker. Dit werd geleerd door als leerjongen bij een bekwaam ambachtsman in de leer te gaan. Serieproductie was in deze tijd nauwelijks mogelijk, want ieder onderdeel moest met de hand passend worden gemaakt.
Het woord bankwerker dook voor het eerst in Nederlandse kranten op in 1789.

## Machinebankwerker
Hoewel er al eenvoudige draaibanken bestonden, vooral in gebruik bij instrumentmakers en meubelmakers, werden deze met de hand of voet aangedreven en waren ze niet geschikt voor de bewerking van grotere metalen werkstukken. Ook van standaardisatie was nauwelijks sprake. Daar kwam verandering in door de uitvinding door Henry Maudslay van de schroefdraadsnijbank, welke vanaf 1800 zijn industriële toepassing vond. De draaibank werd einde 18e eeuw geschikt gemaakt voor grotere metalen werkstukken, onder andere de productie van kanonnen. Aandrijving geschiedde aanvankelijk door paardenkracht, later door waterkracht en stoomkracht, waarbij riemschijven werden gebruikt. Ook andere gereedschapsmachines (freesbank, schaafbank, slijpbank) werden rond die tijd ontwikkeld, waardoor het beroep van machinebankwerker ontstond, een term die in Nederlandse kranten voor het eerst opdook in 1866. Ook de benaming machinist-bankwerker kwam aanvankelijk wel voor.
Steeds grotere productiviteit, vergezeld van toenemende precisie en reproduceerbaarheid kwam voort uit deze ontwikkelingen. De oprichting van de ambachtsschool, de eerste school van dit type werd in Nederland geopend in 1861, stimuleerde de opleiding van bankwerkers en machinebankwerkers, waarbij ook theoretische vorming niet ontbrak. De aldus opgeleide vaklieden vonden vaak arbeid in machinefabrieken.

## Bankwerker in de procestechniek
In de procestechniek, met name in de chemische nijverheid, duidt deze benaming een iets andere functie aan: diegene die de leidingen legt, kranen en flenzen aansluit. Ook hier is het precisiewerk, want meestal moeten de aansluitingen volledig waterdicht, soms ook "gas"-dicht gemaakt worden, zelfs als de leidingen onder hoge druk komen.